# Clemente Villaverde Huelva
Clemente Villaverde Huelva (Cangues d'Onís, Astúries, 8 de febrer de 1959), més conegut senzillament com a Clemente, és un exfutbolista asturià que jugava com a lateral esquerre. És l'actual director general del Getafe CF.

## Carrera esportiva
Clemente va fitxar per l'Atlètic de Madrid el 1977, i va estar-se la gran majoria dels seus primers cinc anys al club amb el filial, jugant dues temporades a Segona Divisió i tres a Segona divisió B.
Fou finalment promocionat al primer equip per la temporada 1982–83, i va aconseguir jugar regularment, ajudant a aconseguir dos títols importants. Va ser part de l'equip que va assolir la final de la Recopa 1985-86, jugant en el partit decisiu contra el FC Dinamo de Kíev (derrota per 0–3).
L'estiu de 1987, Clemente va fitxar pel CD Màlaga de segona divisió, conjuntament amb el seu company a l'Atlético Miguel Ángel Ruiz. Va experimentar amb els andalusos tant un descens com una promoció a primera, i finalment es va retirar a l'edat de 31.

## Activitat post-retirada
Clemente va retornar a l'Atlético posteriorment, essent la mà dreta del CEO Miguel Ángel Gil Marín. El gener de 2020, després de més de 25 anys en aquest càrrec, va marxar al Getafe CF com a nou director general.

## Palmarès
Atlético de Madrid
- Copa del Rei: 1984–85
- Supercopa d'Espanya: 1985
- Finalista de la Recopa d'Europa: 1985–86

Màlaga
- Segona divisió: 1987–88